# Godefroi al IV-lea de Lorena
Godefroi al IV-lea (d. 26 sau 27 februarie 1076, Delft), supranumit cel Ghebos, a fost unul dintre fiii ducelui Godefroi „cel Bărbos”, căruia i-a succedat la conducerea ducatului de Lorena Inferioară din 1069. Mama sa a fost Doda, iar sora sa Ida de Lorena.
În anul în care a devenit duce, Godefroi s-a căsătorit cu Matilda de Toscana, fiică a lui Bonifaciu al III-lea de Toscana cu Beatrice de Bar. Prin această căsătorie, el a succedat tatălui său și ca guvernator al Toscanei, dat fiind că acesta fusese soțul Beatricei de Bar, mama Matildei. Din 1071, Godefroi a trăit separat de soția sa, mai ales că cei doi soții se aflau pe poziții opuse față de Lupta pentru Învestitură: în vreme ce Matilda era un partizan al papei Grigore al VII-lea, Godefroi îl sprijinea pe împăratul Henric al IV-lea.  
Godefroi a luptat de partea împăratului Henric împotriva ducelui Magnus de Saxonia în 1075 și de cea a episcopului de Utrecht în 1076 contra contelui Dirk al V-lea de Olanda și lui Robert I de Flandra.
El a fost asasinat pe malul râului Scheldt în ajunul bătăliei decisive. Singurul copil avut cu Matilda a fost o fiică, Beatrice, care a murit din copilărie. În lipsă de moștenitori, el l-a nominalizat ca succesor pe nepotul său, Godefroi de Bouillon, însă împăratul l-a numit pe propriul său fiu, Conrad. În cele din urmă, Godefroi de Bouillon va obține succesiunea, în 1087.